# Солярис (роман)
«Соля́рис», в некоторых русских переводах[каких?] «Сола́рис» (пол. «Solaris» от лат. Solaris — солнечный) — фантастический роман Станислава Лема, описывающий взаимоотношения людей будущего c разумным Океаном планеты Солярис.

## Солярис и соляристика

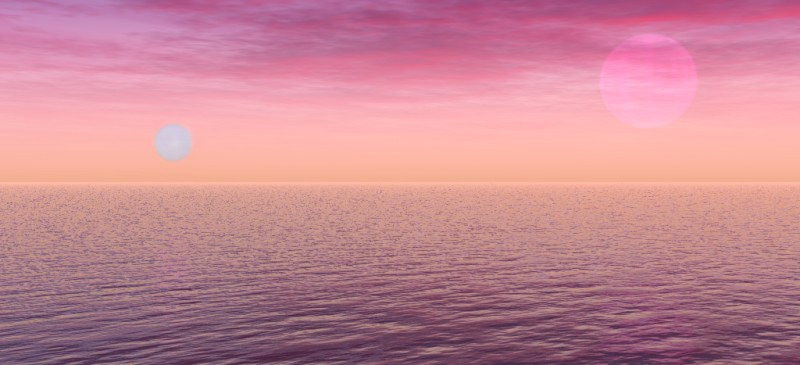
Солярис. Картина Доминика Синьоре

Планета Солярис была открыта более чем за сто тридцать лет до описываемых в романе событий или за сто лет до рождения главного героя Криса Кельвина. Солярис — спутник системы двойной звезды, который движется по сложной орбите вокруг обоих светил (красного и синего). Местонахождение планеты локализовано Альфой Водолея. Диаметр приблизительно на двадцать процентов больше земного, присутствует атмосфера, непригодная для дыхания человека. Первоначально Солярис не привлёк внимания учёных, но через несколько лет обнаружилось, что орбита планеты не соответствует законам небесной механики: по расчётам Солярис должен был через некоторое время приблизиться к одной из звёзд, а затем упасть на её поверхность, однако орбита планеты оказалась стационарной. При последующем исследовании оказалось, что практически всю площадь планеты покрывает океан из живой студенистой субстанции. Океан мог стабилизировать орбиту планеты без каких-либо инструментов, путём непосредственного влияния на метрику пространства-времени. Сначала выдвигалось множество гипотез о природе, организации и уровне развития Океана, но после ряда исследований учёные сделали вывод, что Океан — существо, обладающее высокоразвитым разумом, и действия по коррекции орбиты планеты он предпринимает вполне сознательно.
С момента обнаружения странностей в орбите планеты берёт начало наука соляристика, основной задачей которой стало установление контакта с мыслящим Океаном. Была построена научно-исследовательская станция «Солярис», представляющая собой лабораторию, оборудованную всем необходимым для изучения Океана, которая парит над поверхностью планеты благодаря антигравитационным устройствам. Кроме станции, по круговой орбите вокруг Соляриса вращается сателлоид (искусственный спутник), предназначенный для контроля орбиты, сбора данных и связи с Землёй.
Обнаружилось, что Океан способен образовывать на своей поверхности замысловатые структуры, построенные с применением сложнейшего математического аппарата. Анализ электромагнитных и гравитационных волн, генерируемых океаном, выявил определённые закономерности. Однако многочисленные попытки контакта провалились одна за другой: хотя Океан и отвечал на различные воздействия исследователей, в его реакциях не удалось найти никакой системы. При этом и сам Океан осуществлял некоторые действия, которые земляне интерпретировали как попытку контакта с его стороны, однако их не удалось понять. Таким образом, все собранные факты ничуть не продвинули исследователей в понимании того, как можно (и можно ли в принципе) общаться с Океаном.
Образования на поверхности планеты Солярис под светом разных солнц (в представлении художника Доминика Синьоре):

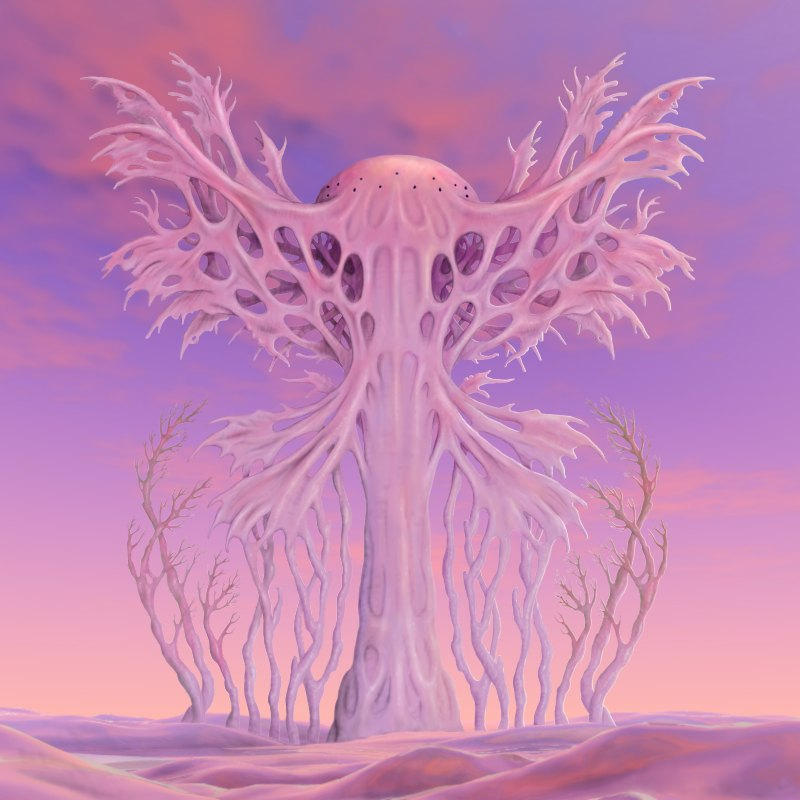
Симметриада
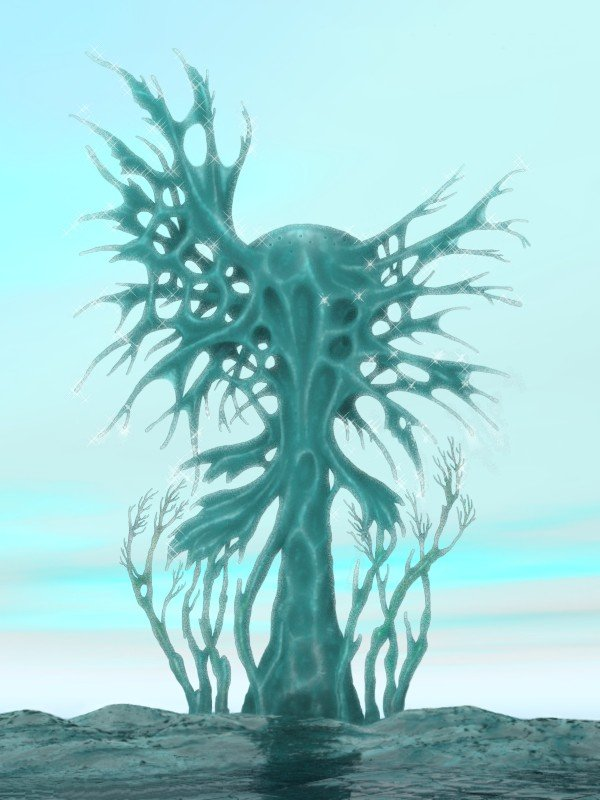
Асимметриада
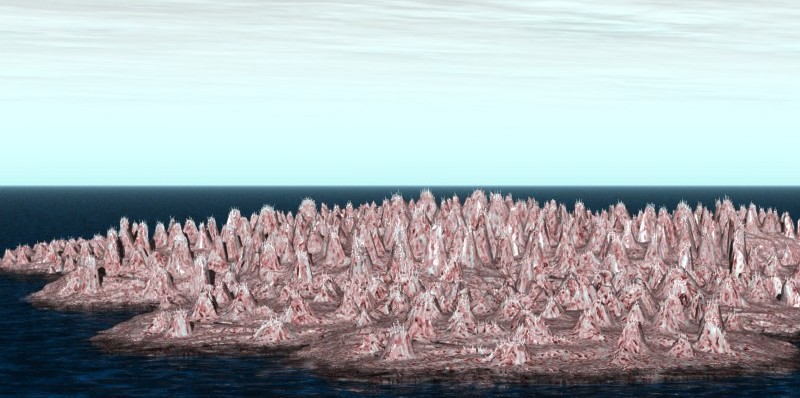
Мимоид

Первые сорок лет после открытия Солярис не изучался. Затем к нему была послана экспедиция Оттеншельда, который изучал Солярис с «Лаокоона» без приземления на поверхность. Спустя тринадцать лет к Солярису отправилась экспедиция Шеннона. Именно эта экспедиция признала Океан Соляриса живым существом. Резервным пилотом этой экспедиции был Андре Бертон, которого признали сумасшедшим за видение гигантского младенца. Физик экспедиции Фехнер стал первой жертвой Соляриса. Классификация «мимоидов» представлена в монографии Гезе. Несмотря на усилия выдающихся учёных, соляристика стала своеобразной описательной наукой, которая накопила огромный массив фактов, но не смогла сделать из них никаких определённых выводов. Через некоторое время наступил застой, всё большее число специалистов разочаровывались в соляристике и склонялись к выводу, что попытки контакта с Океаном бесперспективны из-за слишком больших различий между ним и людьми. Экипаж станции «Солярис» сократился до трёх-четырёх человек, а смысл её существования стал подвергаться сомнению.
Не ищем мы никого, кроме людей. Не нужно нам других миров. Нам нужно зеркало ❬…❭. Мы хотим найти собственный, идеализированный образ, это должны быть миры с цивилизацией более совершенной, чем наша. В других мы надеемся найти изображение нашего примитивного прошлого.

## Сюжет
Психолог Крис Кельвин на корабле «Прометей» прибывает на борт исследовательской станции Солярис.
На станции Кельвина встречают хаос и запустение. Из троих учёных один, Гибарян, несколькими часами ранее покончил жизнь самоубийством, Снаут находится в состоянии глубокой депрессии на грани помешательства, а Сарториус заперся в лаборатории и никого не впускает. Выясняется, что причиной странного поведения членов экипажа является появление на станции существ («гостей»), которых можно было бы назвать фантомами, если бы они не были вполне материальны. Единственное объяснение их появления — фантомы созданы Океаном Соляриса. Судя по происходящему с Кельвином и редким оговоркам его коллег, фантомы являются материальной проекцией сведений о ранее знакомых им личностях, причём тех, с которыми связаны острые, травмирующие воспоминания, или материализацией фантазий, зачастую неприятных или аморальных, которых сам человек стыдится. Кельвину Океан посылает его девятнадцатилетнюю возлюбленную Хари, которая за десять лет до описываемых событий покончила с собой после размолвки с ним.
Кельвин начинает понимать, что и ему недалеко до потери рассудка. Он проводит расчёты, позволяющие убедиться, что всё с ним происходящее — реальность, а не бред или галлюцинация. При этом он находит свидетельства того, что и Гибарян проводил аналогичные опыты. Кельвин пытается избавиться от фантома Хари, отправив его в ракете в полёт за пределы станции, но это не помогает — Хари вновь появляется, точно такая же, причём не помнящая своего предыдущего появления. Кельвин уже не в силах противиться её присутствию и начинает просто жить и общаться с ней как с обычной женщиной. Другие же члены экипажа, в отличие от Кельвина, тщательно скрывают своих «гостей».

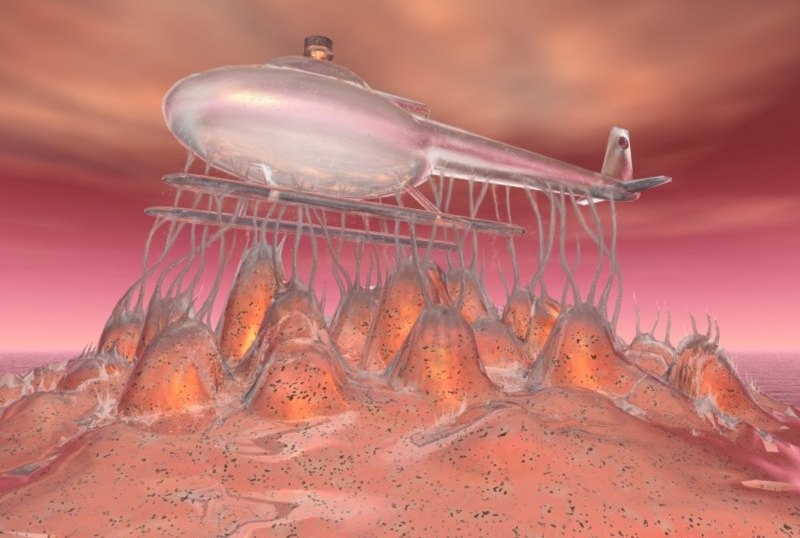
Мимоид имитирует вертолёт

Кельвин и его коллеги пытаются понять, как устроены «фантомы». Исследование их тканей показывает, что они являются точными моделями обычных человеческих тканей, построенными из каких-то неизвестных структур, скорее всего из нейтрино, стабилизированных силовыми полями, генерируемыми Океаном. Фантомы при физическом воздействии чувствуют боль, но при повреждениях очень быстро восстанавливаются. Они не могут ни покончить с собой, ни быть убитыми: будучи внешне мёртвыми, через короткое время они «воскресают» в прежнем виде (так, Хари пыталась покончить с собой, выпив жидкий кислород, но вскоре сожжённые органы и ткани полностью восстановились). Даже после аннигиляции фантомы возвращаются через некоторое время. Фантомы ощущают себя людьми, имеют память, хотя и со значительными провалами, и чувства, при этом они каким-то образом «привязаны» к человеку, которому явились: они физически неспособны долго выносить его отсутствие. Так, Хари с нечеловеческой силой выбивает дверь, когда Кельвин оставляет её в каюте. Со временем фантом всё более «очеловечивается», приобретает черты, не свойственные оригиналу, точнее, воспоминаниям об оригинале, на основе которых он был создан, и становится всё более самостоятельным.
Члены экипажа сталкиваются с проблемами, которые испытывала соляристика на протяжении всего своего существования. Они пытаются понять действия Океана, однако не могут этого сделать, поскольку те не поддаются человеческой логике. Люди изучают Океан, но и Океан, как выяснилось, тоже изучает их, причём делает это безжалостно, не отдавая себе отчёта в том, что он может повредить изучаемому. Со всей остротой встаёт вопрос, решить который уже давно пытается наука об Океане: возможен ли в принципе контакт с другим разумом, который не имеет ничего общего с человеческим?
Контакт означает обмен какими-то сведениями, понятиями, результатами… Но если нечем обмениваться? Если слон не является очень большой бактерией, то океан не может быть очень большим мозгом.
Хари начинает догадываться о своей нечеловеческой сущности. Прослушав запись, оставленную Гибаряном для Кельвина, она окончательно понимает истинное положение дел. Тем временем Кельвин, Снаут и Сарториус принимают решение продолжить экспериментальную работу. Они приходят к выводу, что Океан «выуживает» из них воспоминания во время сна, и решают «послать» ему мысли наяву, для чего снимают энцефалограмму мозга Кельвина и направляют в различные участки Океана пучки жёсткого гамма-излучения, промодулированные ею. Пока продолжаются эксперименты, Сарториус находит способ уничтожения фантомов путём локального разрушения силового поля Океана, стабилизирующего нейтринную материю. Кельвин, уже воспринимающий фантом Хари как человека, горячо возражает, а Снаут склоняется к точке зрения Сарториуса. Кельвин пытается выдвинуть в качестве контраргумента опасность огромного выброса энергии при распаде нейтринной материи, однако Сарториусу удаётся изготовить аннигилятор, под действием которого при исчезновении фантома возникают лишь световая вспышка и слабая ударная волна. Снаут пытается убедить Кельвина, что их действия нельзя воспринимать через призму моральных норм, так как ситуация уже далеко вышла за рамки морали. Кельвин, не найдя возражений, тем не менее не может согласиться и обдумывает, как ему сохранить Хари. В конце концов решение принимает сама Хари: втайне от Кельвина она добровольно соглашается на аннигиляцию.
Кельвин после гибели Хари пребывает в состоянии нервного шока. Он даже предлагает нанести по Океану лучевой удар генераторами антиматерии. Однако Снаут высказывает предположение, что Океан, скорее всего, не хотел оскорбить или унизить их: материализуя мысли и воспоминания человека, он мог не знать, какое значение для него они имеют. После аннигиляции фантомы перестали возвращаться, что расценивается как некая реакция Океана на эксперимент. Кельвин решает остаться на станции и продолжить попытки установить контакт с Океаном.

## Артефакты
Станция Солярис (Stacja Solaris) сделана в виде диска диаметром двести метров с четырьмя ярусами в центре и двумя по краю. Она висела на высоте 500—1500 метров над океаном благодаря гравитаторам. При необходимости станция могла подняться в стратосферу. Посадочная площадка представляла собой бело-зелёное шахматное поле. На станции имелись именные комнаты (со шкафами и кроватями), лаборатория с сосудами Дьюара, библиотека, радиостанция и соединяющие их коридоры. Из мебели упомянуты столы и надувные кресла. Для общения сотрудники станции используют визиофон, а для записи сообщений — магнитофон с бобинами. Для исследования пространства применялись радиотелескопы.

## Действующие лица
- Крис Кельвин (Kris Kelvin), психолог.
- Снаут (Snaut, прозвище: Хорёк, пол. Szczur), заместитель Гибаряна, кибернетик, маленький человек с обожжённым лицом. Одет в рубашку или чёрный свитер (при второй встрече) и грязные белые полотняные штаны с карманами. Из банки ест мясные консервы, а из термоса пьёт бульон. Его резиденцией на станции служит радиорубка.
- Доктор Сарториус (Sartorius), физик, высокий и худой (автор сравнивает его с Дон Кихотом), с узкой головой, короткостриженный, седовласый, предстаёт в кремовом трикотажном комбинезоне, носит чёрные очки. Материализованным фантомом Сарториуса, который он тщательно скрывает в своей лаборатории, является ребёнок.
- Хари, материализованный фантом из воспоминаний Кельвина, босая темноволосая девятнадцатилетняя женщина в красном платье с декольте и красными пуговицами, которые невозможно расстегнуть.

## История создания и первая публикация
К концу 1950-х Станислав Лем уже был признанным мастером жанра. В «Солярисе» он начал отходить от утопических настроений своих ранних произведений и стал больше склоняться к крупной романной форме литературы.
Основная часть книги была написана примерно за шесть недель в июне 1959 года, когда Станислав Лем был в Закопане. Спустя год писатель вернулся к роману и закончил писать последнюю главу. Впоследствии Лем уже не мог найти место, где остановился и с которого продолжил книгу.
Первое книжное издание романа на польском языке вышло в 1961 году.

### Автор о создании романа
В те годы я был особенно хорошо информирован о новейших научных течениях. Дело в том, что краковский кружок был чем-то вроде коллектора научной литературы, поступавшей во все польские университеты из США и Канады. Распаковывая эти ящики с книгами, я мог «позаимствовать» заинтересовавшие меня труды, в частности «Кибернетику и общество» Норберта Винера. Всё это я проглатывал по ночам, чтобы книги пришли к их истинным адресатам как можно быстрее. Набравшись так ума-разума, я в течение нескольких лет написал романы, за которые мне и теперь не стыдно, — «Солярис», «Эдем», «Непобедимый» и так далее.

❬…❭

Я думаю, что в начале своего писательского пути я сочинял исключительно вторичную литературу. На втором этапе («Солярис», «Непобедимый») я достиг границ пространства, которое в общем-то было уже исследовано.

❬…❭

Все романы типа «Солярис» написаны одним и тем же способом, который я сам не могу объяснить… Я и теперь ещё могу показать те места в «Солярис» или «Возвращении со звёзд», где я во время писания оказался по сути в роли читателя. Когда Кельвин прибывает на станцию Солярис и не встречает там никого, когда он отправляется на поиски кого-нибудь из персонала станции и встречает Снаута, а тот его явно боится, я и понятия не имел, почему никто не встретил посланца с Земли и чего так боится Снаут. Да, я решительно ничего не знал о каком-то там «живом Океане», покрывающем планету. Всё это открылось мне позже, так же, как читателю во время чтения, с той лишь разницей, что только я сам мог привести всё в порядок.

❬…❭

…"Солярис" я считаю удачным романом…
— С. Лем. «Моя жизнь»

## Культурное влияние
Роман оказал большое влияние на развитие научной фантастики, книга неоднократно экранизировалась и переведена более чем на тридцать языков, в том числе и на русский.
По мнению Бориса Стругацкого, роман Лема входит в десятку лучших произведений жанра и оказал «сильнейшее — прямое либо косвенное — влияние на мировую фантастику XX века вообще и на отечественную фантастику в особенности».
Сергей Лукьяненко в романе «Звёзды — холодные игрушки» делает упоминание о подобном живом океане: «А была целая планета, имевшая разум. Океан разумной протоплазмы, с которым никто не смог установить контакт… и Алари получили приказ…»

## Русские переводы
На русском языке отрывок романа впервые появился в переводе В. Ковалевского в № 12 журнала «Знание — сила» за 1961 год (глава «Соляристы»). В 1962 году роман в сокращённом переводе М. Афремовича был опубликован в № 4—8 журнала «Наука и Техника», а затем, в сокращённом переводе Д. Брускина, в № 8—10 журнала «Звезда». Позднее появился более полный авторизованный перевод Брускина. В 1976 году был издан единственный полный перевод романа, выполненный Г. А. Гудимовой и В. М. Перельман (в серии «Библиотека польской литературы»).
В переводах Ковалевского и Афремовича планета и океан называются «Соларис», и это имя женского рода. Женский род имя океана имеет и в позднем переводе Гудимовой и Перельман. В переводе Брускина используется написание «Солярис» («la» в польском звучит как среднее между «ла» и «ля»), причём это имя имеет мужской род и в этой форме наиболее прочно вошло в русский язык.

В 2003 году Александр Генис опубликовал в российском журнале «Звезда» статью под названием «Три „Соляриса“», в которой развивал тезис о женской сущности описанного Лемом океана:
«Покрытая мыслящим Океаном планета, „понять которую труднее, чем всю остальную Вселенную“, и трое землян, запертых на исследовательской станции. Каждый из них прилетел сюда со своей тайной — страшной или стыдной. Каждый из них расплачивается за неё, ибо Солярис оказался „живородящим“ Океаном (не зря в польском оригинале планета носит женское, а не мужское, как у нас, имя)».
Эта точка зрения получила хождение, хотя является в корне неверной. Более того, сам Станислав Лем в еженедельнике Tygodnik Powszechny 8 декабря 2002 года, разъясняя действия «Соляриса», использует существительное мужского рода twór (в переводе с польского — «создание, творение»):
«Нельзя о нём сказать, что является океаном мыслящим или немыслящим, наверняка однако является созданием активным, имеющим какой-то умысел, предпринимает какие-то волевые действия, умеет делать что-то, что не имеет ничего общего со всей сферой людских начинаний. Когда он наконец, обратил своё внимание на крошечных муравьёв, которые трепыхаются на его поверхности, он совершил это радикальным способом».
Если бы Лем захотел присвоить Океану женский род, то заменил бы в упомянутой статье существительное мужского рода twór на его синоним женского рода istota, — указывает критик В. Жуков. — Мало того, известный польский журналист, писатель и постоянный обозреватель издания Gazeta Wyborcza Войцех Орлинский в сатирическом очерке (27 декабря 2004 года) «прошёлся катком» по сторонникам выискивания первичных половых признаков там, где это абсолютно неуместно:
«Не следует однако заходить слишком далеко в вычитывании скрытых аллюзий, потому что сам Лем сильно забавлялся, когда читал зарубежные рецензии на свою книгу. Немецкий литературовед Манфред Гайер сделал далеко идущие выводы из того факта, что одни неологизмы Лема, описывающие поведение океана, являются мужскими, а другие — женскими, выискивая в „Солярисе“ аллегории пениса и влагалища. Рвение, с которым интерпретаторы набрасываются на такие ложные (мнимые) зацепки, требует осторожности даже от тех, кто читает „Солярис“ в оригинале. Эта книга напоминает психологический тест Роршаха — каждый видит в ней то, что подсказывает ему воображение».
В первом русском переводе романа имелись изменения в заключительной главе «Древний мимоид» — был выброшен диалог Кельвина и Снаута о природе Океана как «ущербного бога», который неспособнен осознать множественность людей, их свободную волю к самостоятельным поступкам, который не может предугадать последствия своих действий, отличить действительность от фантазий.

## Экранизации и инсценировки
- «Солярис» (СССР, 1968) — телеспектакль, реж. Борис Ниренбург.
- «Солярис» (СССР, 1972) — реж. Андрей Тарковский. Экранизация романа Тарковским Лему не понравилась:[7]

«Солярис» — это книга, из-за которой мы здорово поругались с Тарковским. Я просидел шесть недель в Москве, пока мы спорили о том, как делать фильм, потом обозвал его дураком и уехал домой… Тарковский в фильме хотел показать, что космос очень противен и неприятен, а вот на Земле — прекрасно. Но я-то писал и думал совсем наоборот.
- «Солярис» (США, 2002) — реж. Стивен Содерберг. Эта экранизация также не вызвала у Лема восторга:

Содерберг сделал «Солярис» — я думал, что худшим был «Солярис» Тарковского… Я ничего не написал о том, что фильм мне нравится. Я не написал, что он мне не нравится. Это не то же самое. Знаете, добрый злодей это не то же самое, что злой добродей. Есть разница… Мне ведь не говорили, чтобы я соглашался, потому что заработаю денег, а только «вы не имеете понятия, какие технические возможности есть у Голливуда», и я поверил. Я не предполагал, что этот болван, извините, режиссёр, выкроит из этого какую-то любовь, это меня раздражает. Любовь в космосе интересует меня в наименьшей степени. Ради Бога, это был только фон. Но я всё-таки человек достаточно воспитанный. Поэтому не набросился на этого Содерберга, это не имеет смысла. У меня была стопка американских рецензий, и я видел, что все старались, потому что Содерберг известен, исполнитель главной роли очень известен, и поэтому на них не навешивали всех собак… Кроме этого, автору как-то не положено особо возмущаться, ну не положено.
— Журнал «Lampa», Варшава, 2004, № 4
- Московский композитор Сергей Жуков написал двухактный балет «Солярис» по мотивам романа. Либретто А. Соколова и В. Фетисова. Поставлен в 1990 году в Днепропетровском театре оперы и балета, балетмейстер — А. Соколов, дирижёр Н. Шпак, художник Г. Якубовская, режиссёр Ю. Чайка[8].
- «Solaris. Дознание» (Россия, 2007) — спектакль московского театра «АпАРТе». Режиссёр — А. Любимов, художники — М. Кривцова и К. Автандилова. В ролях: А. Фигуровский, А. Зыкова, А. Любимов, Д. Дежин[9][10].
- «Солярис» — радиоспектакль (Россия, 2007, продолжительность — 3 часа 45 минут). Автор сценария и режиссёр Дмитрий Креминский, композитор Тимур Кадочников. Роли исполняют: Сарториус — Александр Филиппенко, Снаут — Армен Джигарханян, Кельвин — Владислав Ветров, Гибарян — Александр Вилькин, Мессенджер — Алексей Жарков, Бертон — Андрей Тушканов, Хари — Татьяна Шпагина[11].
- «Solaris» — опера немецкого композитора Детлева Гланерта[англ.], премьера которой состоялась на Брегенцском фестивале в 2012 году[12][13].
- «Solaris» — опера японского композитора Даи Фуджикуры[англ.], поставленная в Театре Елисейских полей в 2015 году[14].
- «Солярис» — балетный спектакль Юрия Смекалова, совместный проект театра «Приют комедианта» и M.A.D. Company (Премьера спектакля состоялась 3 марта 2018 года)[15].
- «Солярис» — спектакль («Путешествие в неизведанное в 3-х актах») Артёма Устинова в театре «РУСДРАМ». Премьера состоялась 3 апреля 2021 года[16]. Примечателен значительной близостью к первоисточнику[17].